# ريتش هال
ريتش هال (بالإنجليزية: Rich Hall)‏ هو كاتب كوميدي ‏ وكاتب سيناريو وممثل أمريكي، ولد في 10 يونيو 1954 بالإسكندرية في الولايات المتحدة.

## أعمال

### مسلسلات
- العرض المتأخر مع ديفيد ليترمان

## وصلات خارجية
- ريتش هال على موقع IMDb (الإنجليزية)
- ريتش هال على موقع ألو سيني (الفرنسية)
- ريتش هال على موقع ميوزك برينز (الإنجليزية)
- ريتش هال على موقع أول موفي (الإنجليزية)
- ريتش هال على موقع إن إن دي بي (الإنجليزية)
- ريتش هال على موقع قاعدة بيانات الفيلم (الإنجليزية)
- ريتش هال على موقع كينوبويسك (الروسية)